# Geotrupes mutator
Geotrupes mutator es una especie de coleóptero de la familia Geotrupidae.

## Distribución geográfica
Habita en el paleártico de Eurasia.